# Itarumã
Itarumã é um município brasileiro do interior do estado de Goiás.

## Geografia
O município de Itarumã encontra-se na microrregião de Quirinópolis, no extremo sudoeste do Estado de Goiás. Está distante 380 quilômetros da Capital do estado, Goiânia. A sede do município se encontra entre as serras da Mombuca e da Pimenta, e é banhado por três córregos, sendo, o do Barro Preto, da Pimenta e o Cervo.
O município é banhado por três grandes rios, sendo eles: Rio Corrente, Rio Verdinho e o Rio Paranaíba. Ainda grandes córregos e ribeirões que cortam o município, sendo alguns deles:  o Ariranha, o Lajeado, o Cervo, entre outros.
| Cidade         | Distância |
| -------------- | --------- |
| Itajá          | 45 km     |
| Caçu           | 37 km     |
| Uberlândia     | 385 km    |
| Belo Horizonte | 928 km    |
| Goiânia        | 380 km    |
| Rio Verde      | 151 km    |

## Economia
Itarumã possui um PIB de R$ 228 milhões e um PIB per capta de R$ 32.934,50. Isso coloca o município como detentor da 49ª maior renda per capta do estado de Goiás.
Itarumã se destaca pela boa qualidade de vida, tendo um IDH-M de 0,735, o que é considerado de alto desenvolvimento.
Região de terras férteis, destacando-se na pecuária, é o 8º maior rebanho bovino do estado de Goiás, com um total de mais de 300.000 cabeças. O município tem alto potencial energético, o município conta com três usinas hidrelétricas. A maior delas sendo a usina Salto com capacidade de 116 MW, e também a usina Salto do Rio Verdinho com capacidade de 93 MW e outra com menor capacidade elétrica com 32 MW, a usina Espora, esta que em 2008 devido as fortes chuvas  ocorridos no município, a mesma cedeu causando impactos ambientais e prejuízos incalculáveis. E, com a ascensão da cana-de-açúcar a mesma está recebendo destaque na região tornando-se um polo canavieiro.

## População
No Censo de 2010 do IBGE a população contabilizada foi de 6.298 habitantes, destes 5.060 estavam inscritos no Cartório Eleitoral nas eleições municipais de 2012.
Para o ano de 2019 o IBGE estimou uma população de 7.178 habitantes.

## Festas
No decorrer do ano o município de Itarumã promove várias festas, algumas delas promovidas pela prefeitura, como o carnaval que completará a 2ª edição, também a pescaria no lago municipal e o reveillon a beira do lago com queima de fogos. Há também as festas religiosas dos padroeiros da cidade: São Sebastião (20 de janeiro) e Nossa Senhora da Abadia (15 de agosto). Na segunda quinzena de julho o Sindicato Rural de Itarumã realiza a Festa do Peão de Boiadeiro - regionalmente conhecida como EXPOITA - um evento tradicional no município e região, teve sua primeira edição em 1998. A festa recebe a visita de milhares de visitantes, e tem como ponto alto o desfile de comitivas, exposição de animais, torneio leiteiro, leilões e tradicional rodeio em touros.

## Ensino
A educação básica se destaca através do IDEB que aferiu para o ano de 2017 as notas 6,6 para as séries iniciais do ensino fundamento e 5,1 para as séries finais do ensino fundamental.
A taxa de escolarização é de 95,2, esta figura entre uma das piores do Estado. O município conta com 1019 matrículas ativas, sendo 805 do ensino fundamental e 214 do ensino médio.
A educação municipal na cidade de Itarumã, tem ganhado destaque em rede nacional, pelo seu alto índice IDEB.
Em 2017 Itarumã mais uma vez é destaque no cenário da educação, a Escola Municipal Orestes Rodrigues de Freitas atinge a nota 8.2 no IDEB superando os 7.3 da edição anterior e se consolidando entre as melhores escolas do estado de Goiás.